# シーデビル (原子力潜水艦)
|           |                          |
| 艦歴      |                          |
| 発注:     | 1964年5月28日            |
| 起工:     | 1966年4月12日            |
| 進水:     | 1967年10月5日            |
| 就役:     | 1969年1月30日            |
| 退役:     | 1991年10月16日           |
| 除籍:     | 1991年10月16日           |
| その後:   | 原子力艦再利用プログラム |
| 性能諸元  |                          |
| 排水量:   |                          |
| 全長:     | 292 ft (89 m)            |
| 全幅:     | 32 ft (9.7 m)            |
| 吃水:     | 29 ft (8.7 m)            |
| 機関:     | S5W reactor              |
| 最大速:   |                          |
| 乗員:     |                          |
| 兵装:     |                          |
| モットー: |                          |

シーデビル (USS Sea Devil, SSN-664) は、アメリカ海軍のスタージョン級原子力潜水艦の16番艦。艦名はオニイトマキエイに因んで命名された。その名を持つ艦としてはバラオ級潜水艦112番艦(SS-400)以来2隻目。

## 艦歴
シーデビルの建造は1964年5月28日にバージニア州ニューポート・ニューズのニューポート・ニューズ造船所に発注され、1966年4月12日に起工した。1967年10月5日にイグナティウス・J・ギャランティン夫人によって命名、進水し、1969年1月30日にリチャード・A・カリアー艦長の指揮下就役する。
1989年4月13日にシーデビルはミラー (USS Miller, FF-1091) と衝突した。
シーデビルは1991年10月16日に退役し、同日除籍された。その後ワシントン州ブレマートンで原子力艦再利用プログラムの下1998年3月1日に解体作業が始まり、1999年9月7日に廃棄が完了した。